# Fürst-Friedrich-Albrecht-Denkmal

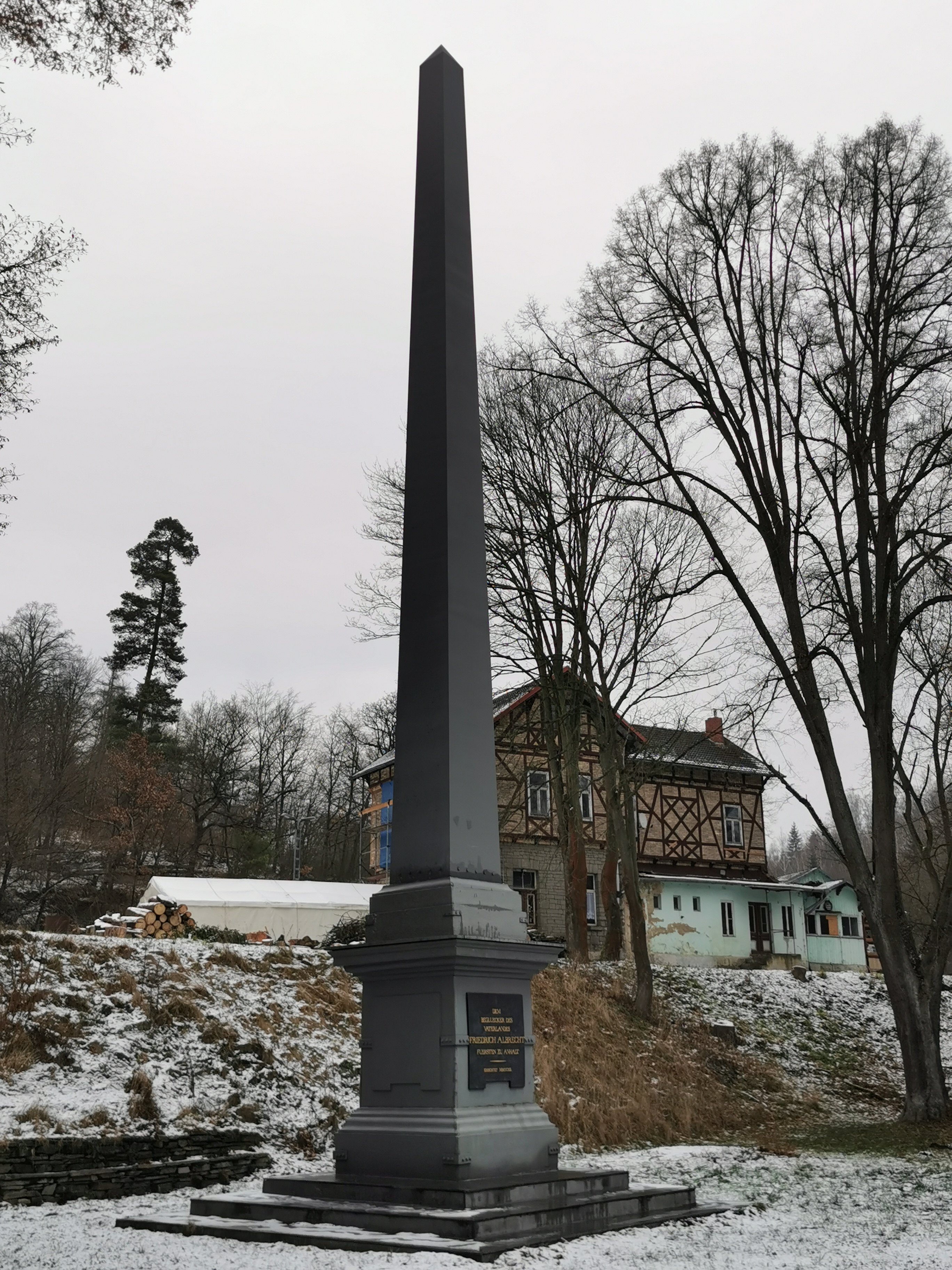
Fürst-Friedrich-Albrecht-Denkmal (2021)

Das Fürst-Friedrich-Albrecht-Denkmal ist ein eiserner Obelisk als Denkmal für Fürst Friedrich Albrecht von Anhalt-Bernburg (1735–1796) in dem zu Harzgerode gehörenden Ortsteil Mägdesprung, Landkreis Harz, im deutschen Bundesland Sachsen-Anhalt.

## Lage
Das freistehende Fürst-Friedrich-Albrecht-Denkmal befindet sich an einer hervorgehobenen Stelle in der Ortsmitte von Mägdesprung (östlich der Bundesstraße 185, Kreisstraße), fünfzig Meter unterhalb des Bahnhofes der Selketalbahn und gegenüber der Einmündung der zur Selkemühle führenden Straße.

## Geschichte
Die Ehrenstele wurde am 15. August 1812 von Herzog Alexius Friedrich Christian von Anhalt-Bernburg zur dankbaren Erinnerung an seinen Vater (für dessen Verdienste um das Berg- und Hüttenwesen im anhaltischen Harz), Fürst Friedrich Albrecht von Anhalt-Bernburg, feierlich eingeweiht. Dabei wurde die Gedenktafel angebracht mit der Inschrift „DEM / BEGLUECKER DES / VATERLANDES. / FRIEDRICH ALBRECHT / FUERSTEN ZU ANHALT. / ERRICHTET / MDCCCXII.“
Durch im 19. Jahrhundert entstandene Abbildungen und Harzbeschreibungen wurde der eiserne Obelisk über die Grenzen der anhaltischen Lande hinaus bekannt. Es war das erste gusseiserne Wahrzeichen („wahrzeichenhaftes Denkmal“) im entstehenden Landschaftsgarten entlang der Selke zwischen Alexisbad und Mägdesprung, dem noch weitere folgen sollten. Die Spitzsäule war neben ihrer Eigenschaft als Denkmal auch Werbeträger für die Leistungsmöglichkeiten der Eisenhütte, sie wurde Ende des 19. Jahrhunderts sogar Firmenzeichen und Schutzmarke der Hütte.
1976 trug man den Obeliskenaufsatz unter Aufsicht des Institutes für Denkmalpflege der DDR (Arbeitsstelle Halle) „wegen Baufälligkeit ab“, eine Restaurierung war vorgesehen, zu der es aber nicht kam; nur Terrasse, Stufenbau und Sockel blieben am Ort erhalten. Anschließend verschwanden die abgebauten Einzelteile. Des sozialistischen Staatsverständnisses der DDR wegen war die Schrifttafel schon Jahre zuvor mit Blech abgedeckt worden.
Nach Planungen des Eisenhüttenvereines Mägdesprung Carl Bischof e.V. ab 2009 erfolgte durch Eigenmittel und Fördergelder ein Neubau, der am 18. August 2012 – beinahe auf den Tag genau zweihundert Jahre nach seiner ersten Errichtung – eingeweiht und von Eduard Prinz von Anhalt feierlich enthüllt wurde.

## Gestaltung und Herstellung
Das Monument steht oberhalb der Straße auf einer künstlich angeschütteten, von stehenden Schieferplatten verblendeten, halbrunden „Terrasse“, umringt von 20 Pollern und Gliederketten. Die gerundete Vorderseite, die einen Halbkreis mit einem Radius von 22 Metern darstellt, ist gemauert. Dies war das erste Bauwerk, bei dem der Plattenschiefer der Tanner Grauwacke aus dem Mägdesprunger Steinbruch senkrecht in Trockenbauweise verbaut wurde. Die Mauerkrone wurde mit angepassten gusseisernen Platten abgedeckt.
Angefertigt und geleitet wurde der Bau des Obelisken vom damaligen Direktor der Hüttenwerke Mägdesprung, Oberbergrat Johann Philipp Friedrich Schlüter; er hatte ein 1802 im niederschlesischen Ullersdorf an der Biele / Grafschaft Glatz (heute polnisch: Ołdrzychowice Kłodzkie) gebautes Denkmal zum Vorbild. Gegossen und hergestellt wurde der Obelisk aus vier 2 Zentimeter breiten und in einem Stück gegossenen 14 Meter langen Eisenplatten in den nahen Hüttenwerken. Die Obeliskennadel wurde durch 20 Schraubbolzen mit dem Sockel verbunden. Mit Sockel misst der Obelisk bis zum Pyramidion eine Höhe von 16,7 Metern.

Galerie
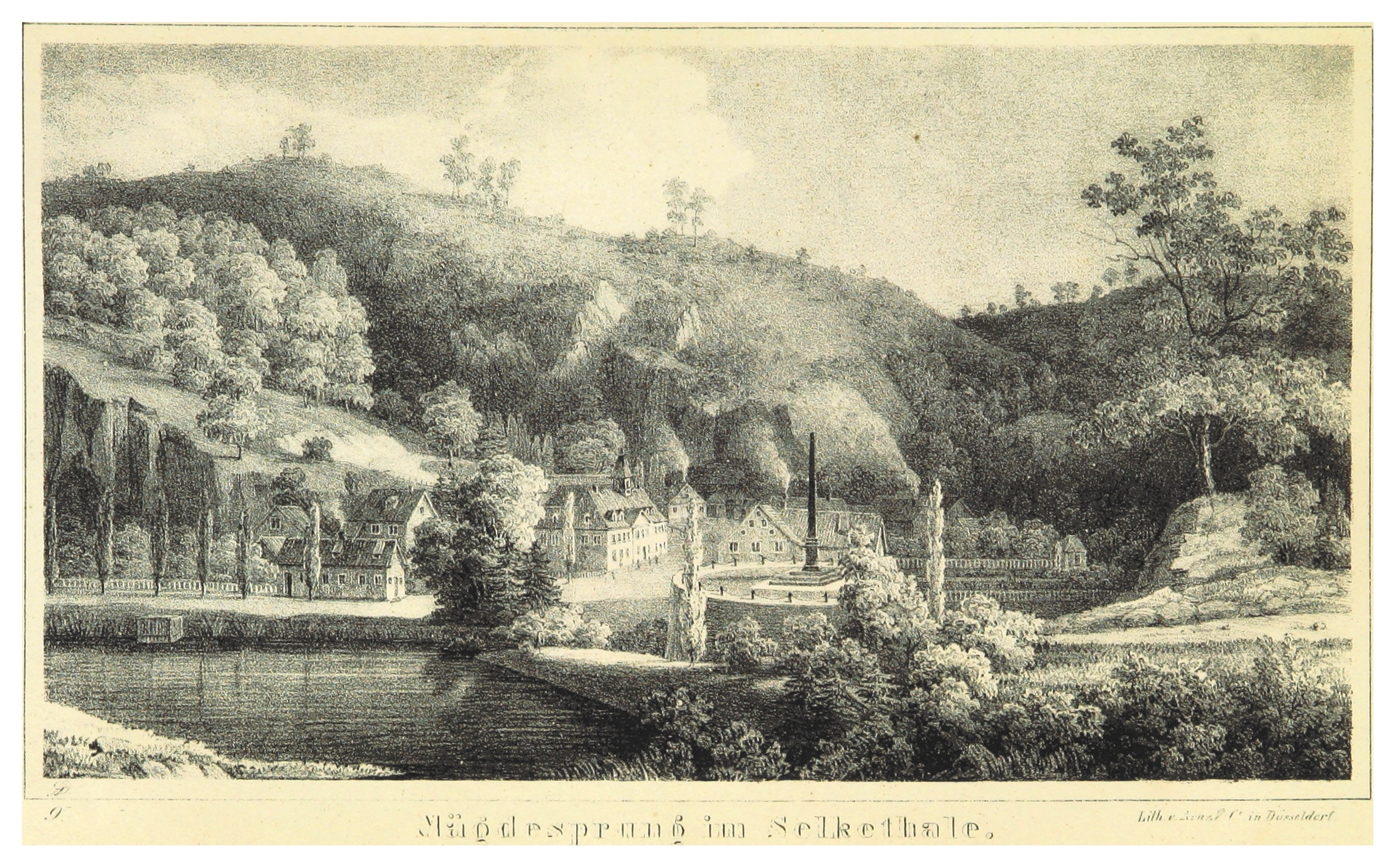
1839 veröffentlichte Ansicht von „Mägdesprung im Selkethale“ mit Denkmal
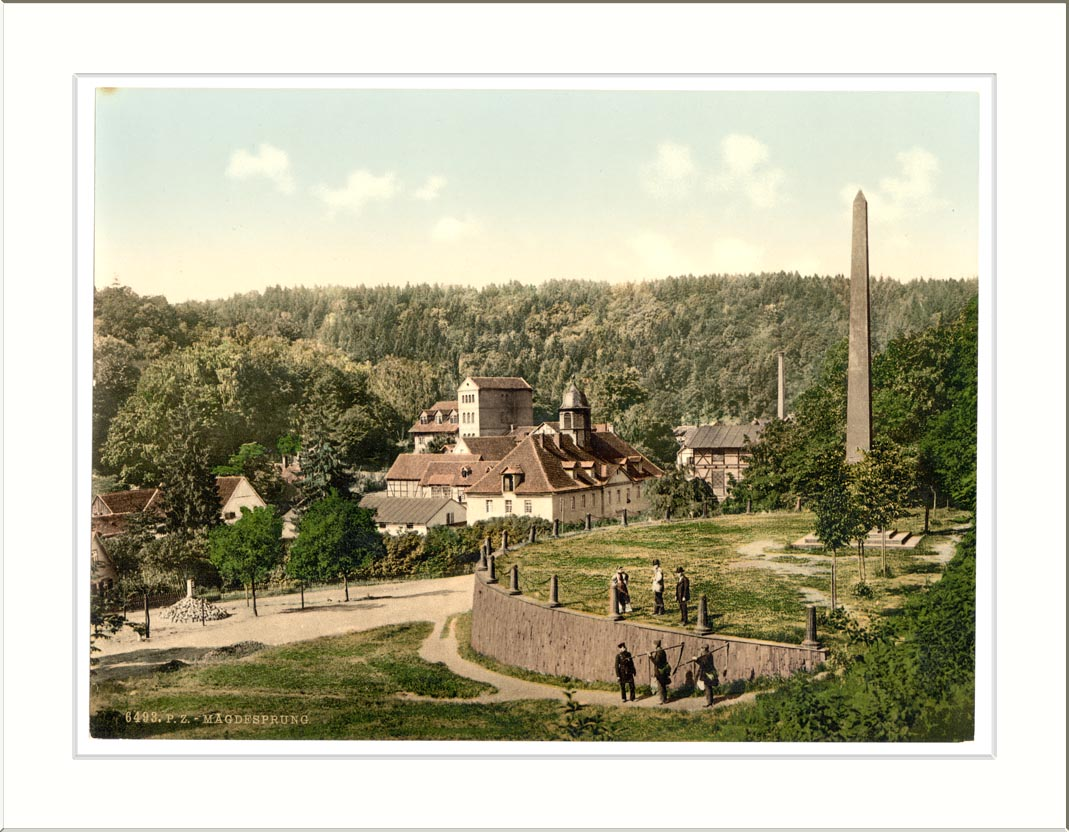
Colorierte Ansichtskarte (um 1900)
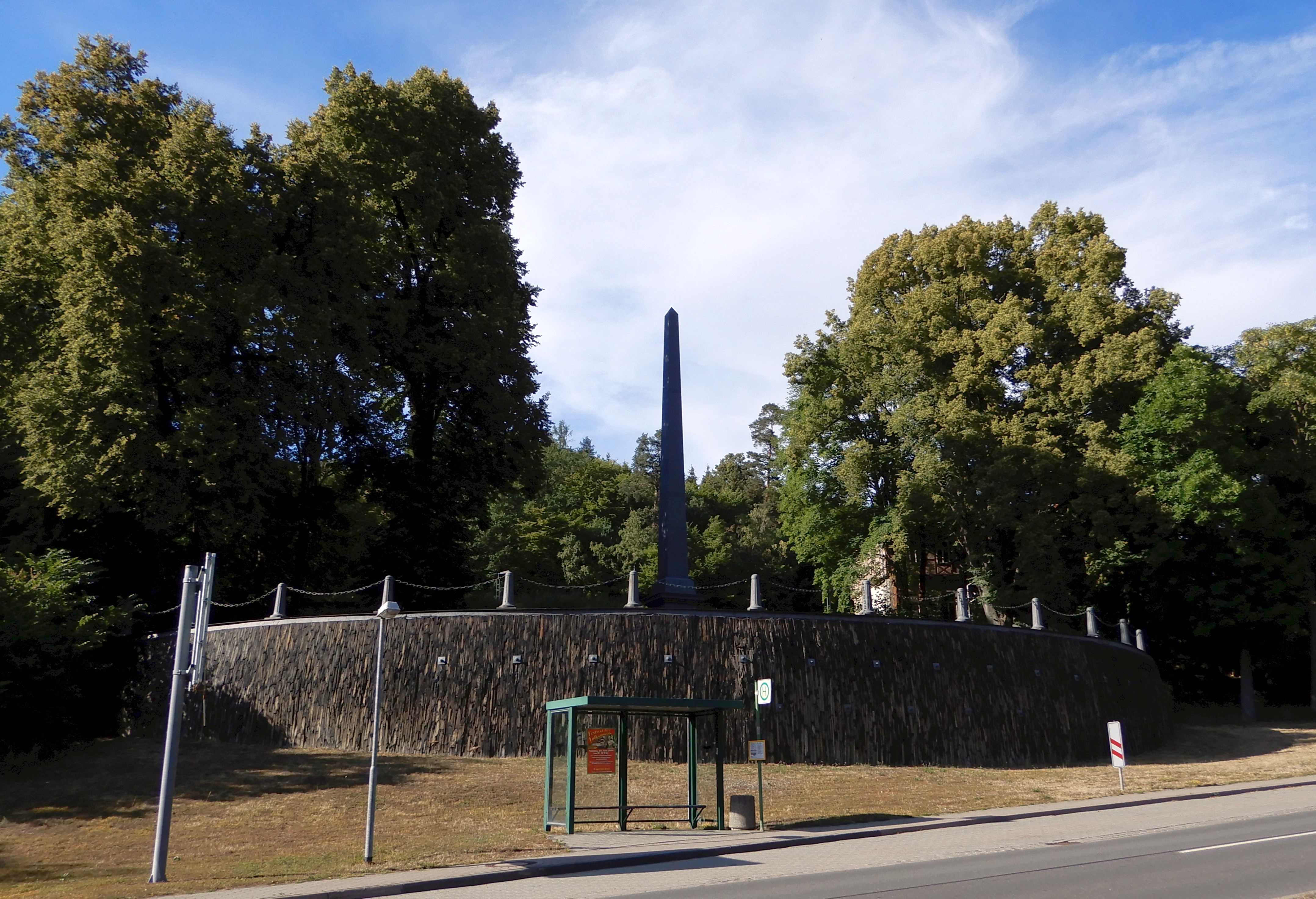
Gesamtansicht mit Rundterrasse (2018)
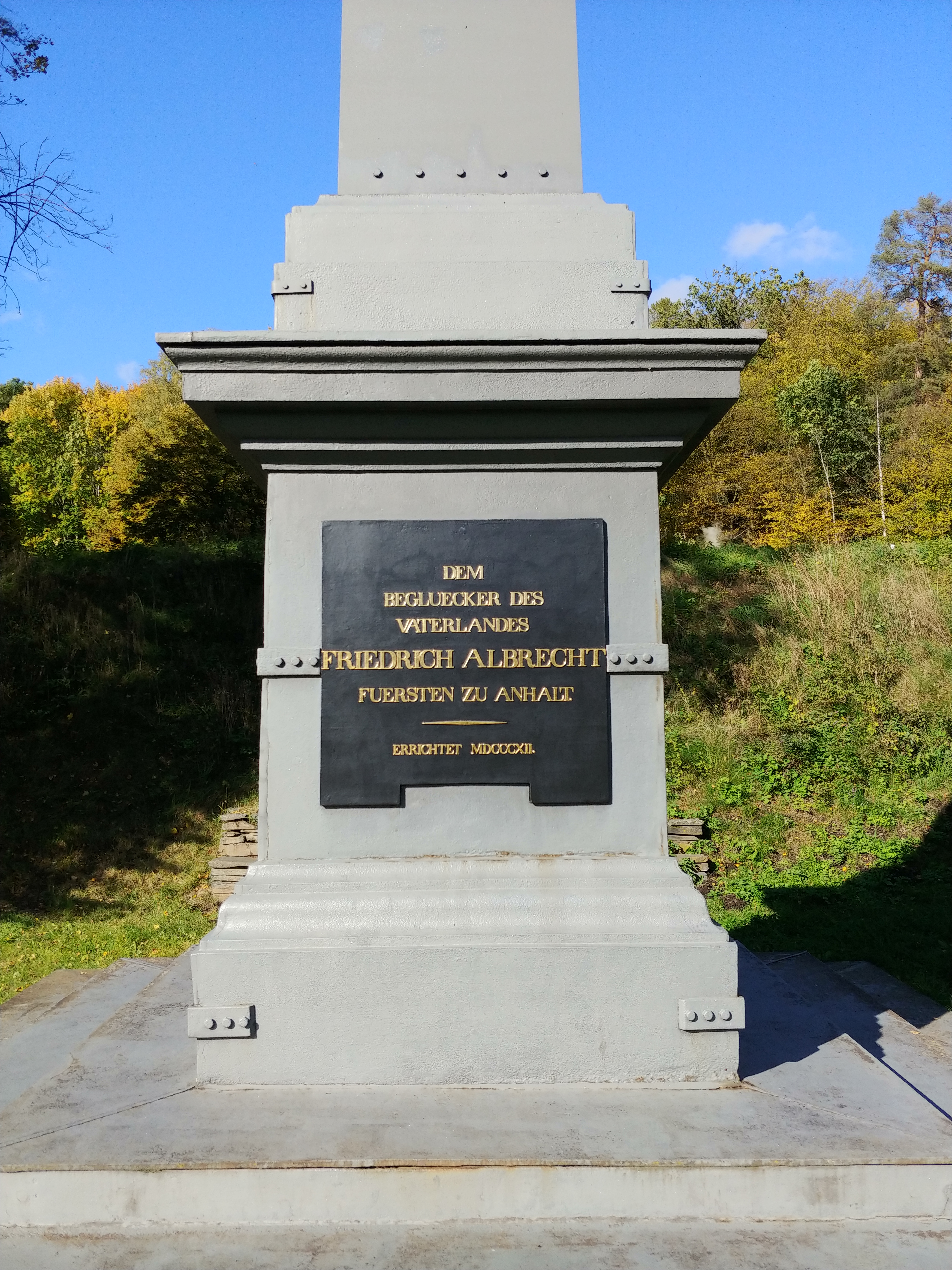
Vorderansicht des Sockels mit Tafel der Widmungsinschrift (2020)
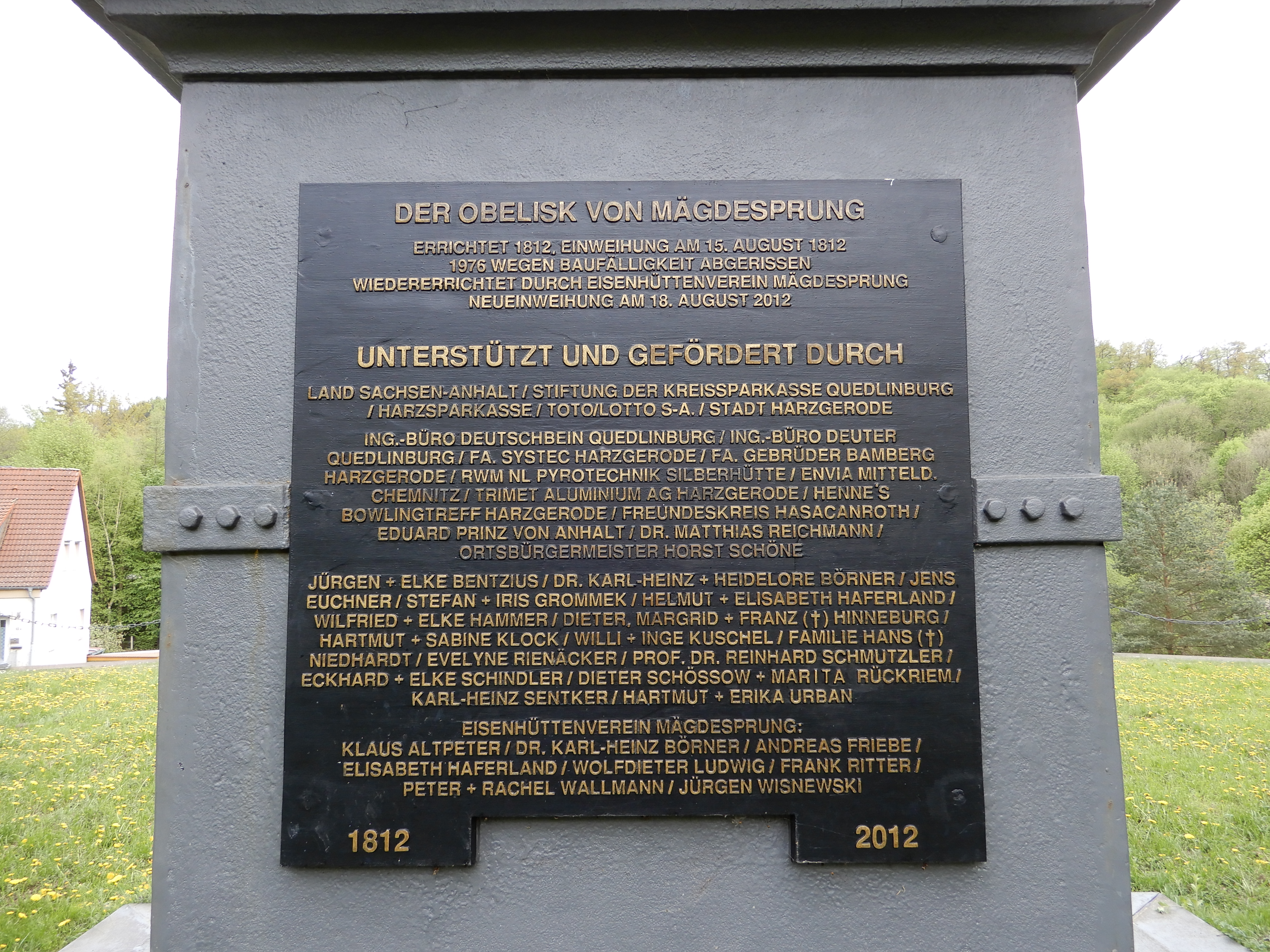
Inschriftenplatte auf der Rückseite des Sockels, angebracht 2012 anlässlich der Rekonstruktion (2018)

## Baudenkmal
Im örtlichen Denkmalverzeichnis des Landes Sachsen-Anhalt ist der Fürst-Friedrich-Albrecht-Denkmal-Obelisk – trotz junger Rekonstruktion von 2012 – unter der Erfassungsnummer 094 50109 als (Ausweisungsart) Baudenkmal verzeichnet.